# Гай Требоний Прокул Метий Модест
Гай Требоний Прокул Метий Модест (на латински: Gaius Trebonius Proculus Mettius Modestus) е сенатор на Римската империя в края на 1 и началото на 2 век. Произлиза от фамилията Требонии.
През 99 – 103 г. е легат (legati Augusti pro praetore) на провинция Ликия и Памфилия. През 103 г. Модест е суфектконсул заедно с Марк Флавий Апер. През 119/120 г. служи като проконсул на провинция Азия.